# 2007年フランス大統領選挙
2007年フランス大統領選挙（2007ねんフランスだいとうりょうせんきょ）は、フランス第五共和政における9回目のフランス大統領選挙である。2007年5月16日に任期満了するジャック・シラク大統領の後継大統領を選ぶ選挙であり、シラク大統領が不出馬を表明したため、新人候補同士で争われた。
最初の投票は2007年4月22日に行われ、その結果を受けて、上位2候補であったニコラ・サルコジとセゴレーヌ・ロワイヤルの間での決選投票が同年5月6日に行われた。この結果、ニコラ・サルコジが当選した。任期は5年間である。

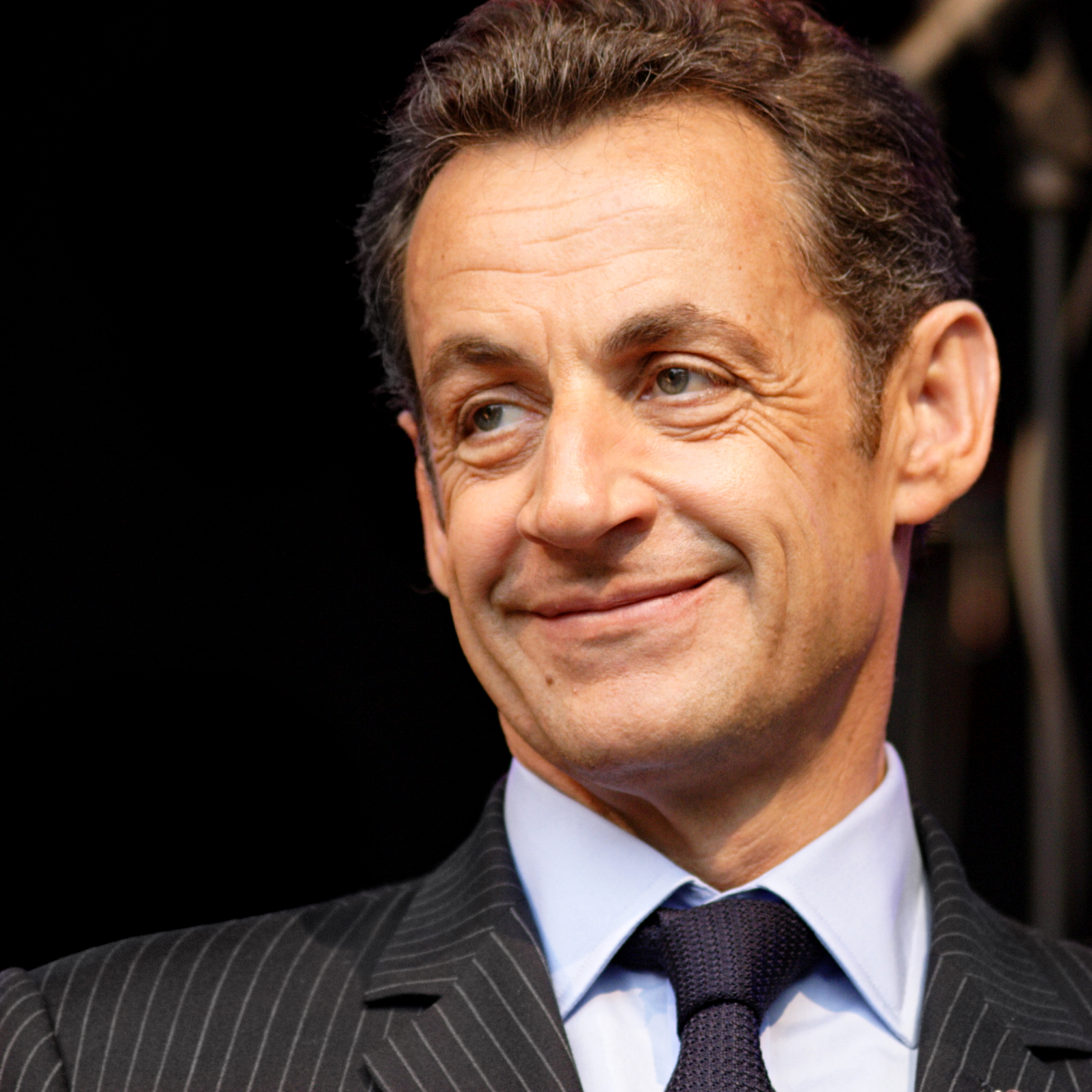
当選したサルコジ候補

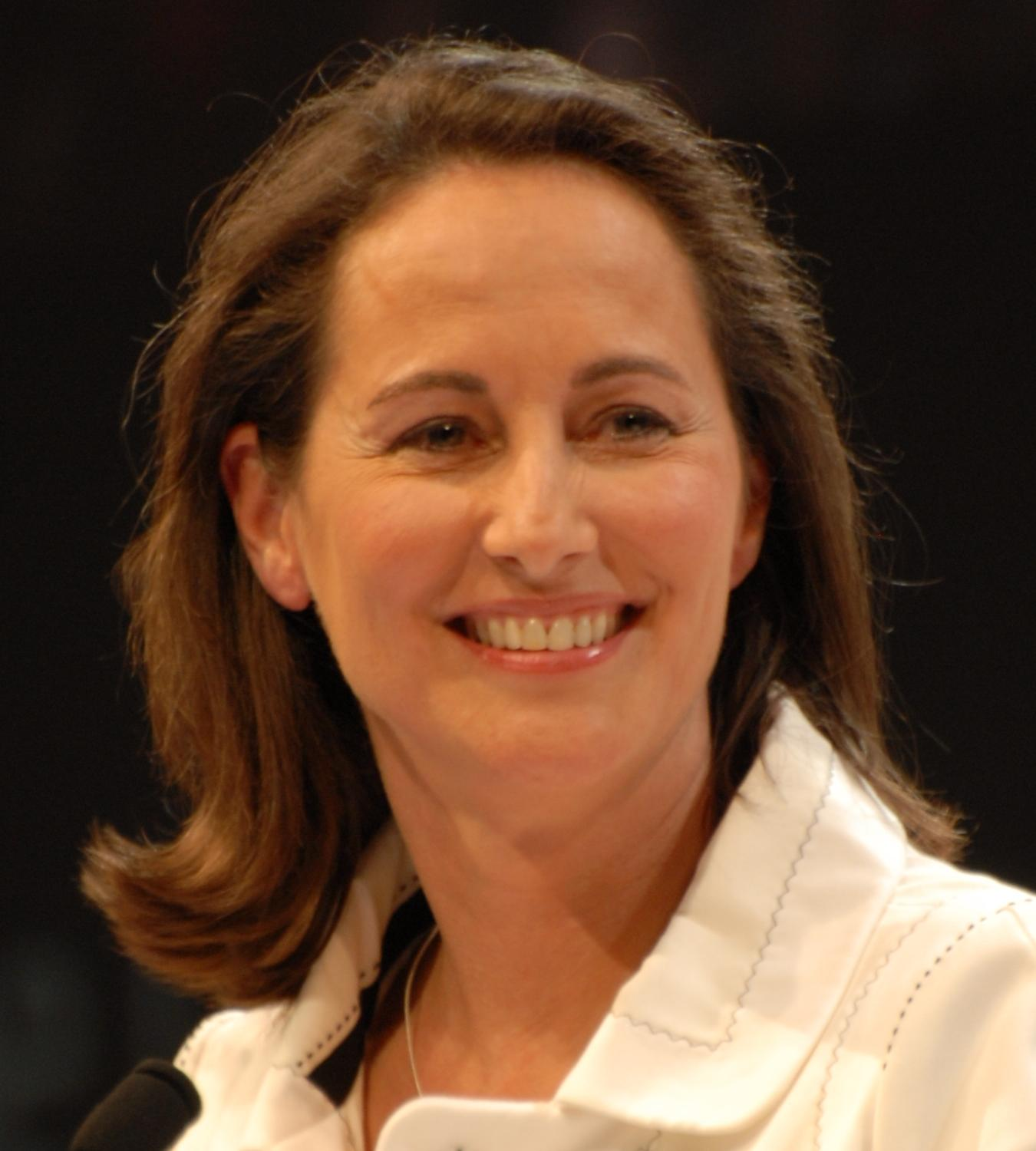
決選投票で敗れたロワイヤル候補

## 日程
- 2007年2月25日 - Decree convocating the election
- 3月16日 - Deadline for sending the endorsements (500 required)
- 3月20日 - Official candidate list announced
- 4月9日 - 選挙運動開始
- 4月20日 - 選挙運動終了
- 4月22日 - 第1回投票
- 4月25日 - 開票結果発表
- 4月27日 - Official candidate list for second round announced
- 5月6日 - 第2回投票（決選投票）
- 5月10日 - 開票結果発表
- 5月16日 - ジャック・シラク大統領任期満了

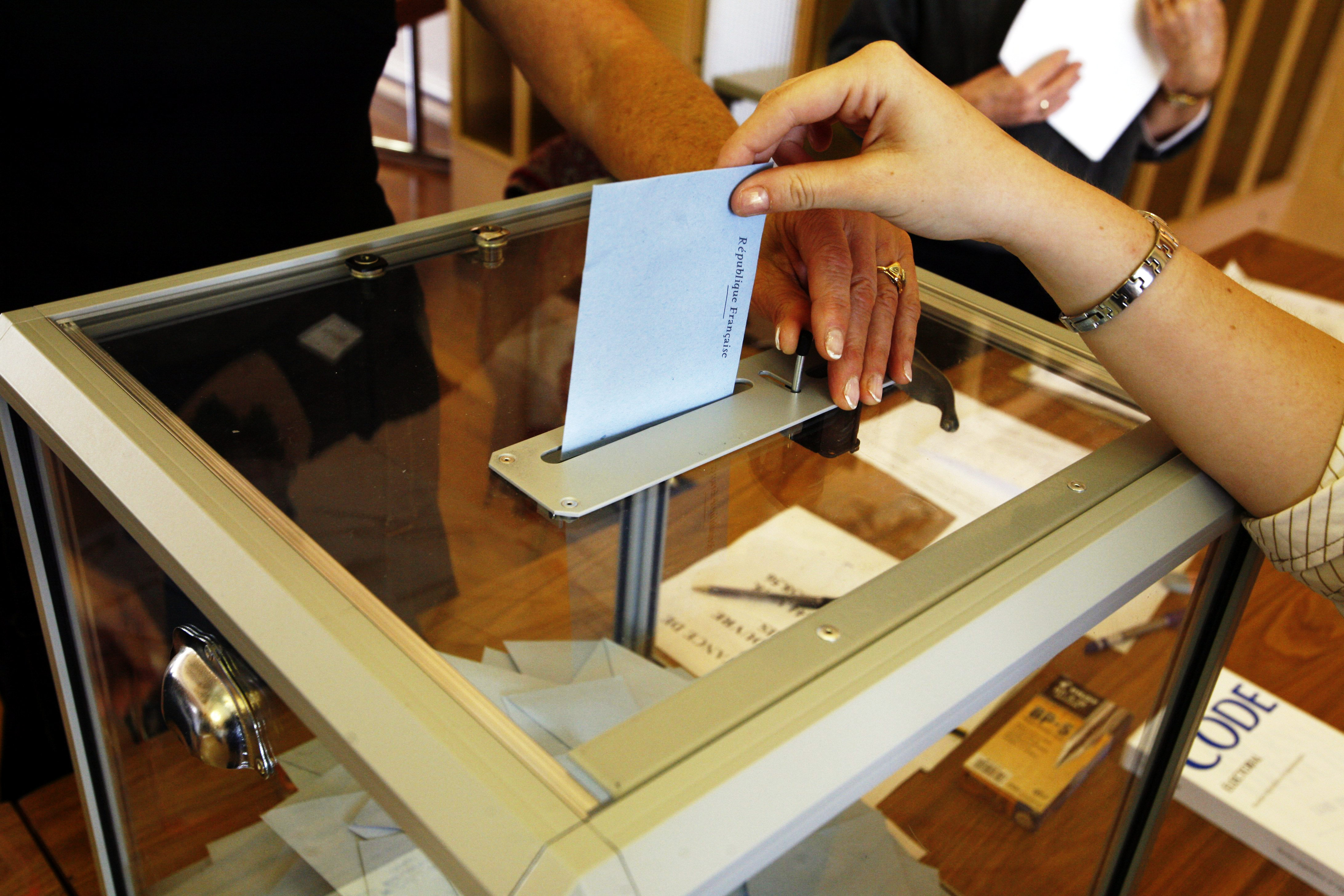
1988年以降使用されている透明の投票箱

## 出馬条件
立候補者は正式に2007年3月20日に立候補者リストを発行する憲法制定評議会を通し、立候補する。 立候補者の条件はフランス国籍と、500名の役職者の推薦を受けていることである。推薦者リスト（フランス語では"w:fr:parrainages"）は立候補が確定した時点で評議会により公表される。

## 候補者
立候補者は大統領選挙出馬の意思を表明し、500名の役職者からの公式な推薦を得る可能性が高い者。以下の12名が立候補した。
| No. | 候補者名                     | 政党名                         | 備考 |
| --- | ---------------------------- | ------------------------------ | --- |
| 1   | オリヴィエ・ブザンスノ       | 革命的共産主義者同盟（LCR）    | 2002年大統領選に27歳という歴代最年少候補として出馬。現役郵便局員                                           |
| 2   | マリー＝ジョルジュ・ビュフェ | フランス共産党（PCF）          | フランス共産党初の女性候補。                                                                               |
| 3   | ジェラール・シヴァルディ     | 労働党（PT）                   | 現在フランス南部ラングドック地方のマイアック市長。職業は左官職人。                                         |
| 4   | フランソワ・バイル           | フランス民主連合（UDF）        | UMPとの協調路線から、独立路線に方向転換                                                                    |
| 5   | ジョゼ・ボヴェ               | 無所属                         | ラルザックで酪農を営む社会運動家。                                                                         |
| 6   | ドミニク・ヴォワネ           | 緑の党（les verts）            | 1995年大統領選挙に出馬。                                                                                   |
| 7   | フィリップ・ド・ヴィリエ     | フランス運動（MPF）            | 1995年大統領選挙に出馬。2005年欧州憲法批准をめぐる国民投票で反対の立場をとった。                           |
| 8   | セゴレーヌ・ロワイヤル       | 社会党（PS）                   | フランス社会党初の女性候補。                                                                               |
| 9   | フレデリック・ニウ           | 狩猟、釣り、自然、伝統（CPNT） | |
| 10  | ジャン＝マリー・ル・ペン     | 国民戦線（FN）                 | 前回、社会党のリオネル・ジョスパンを破って2位につけ、シラクとの決選投票に持ち込んだ。                      |
| 11  | アルレット・ラギエ           | 労働者の闘争（LO）             | 1974,1981,1988,1995,2002年に続いて、六度目の出馬となる女性候補。公約に「プロレタリア独裁の樹立」を掲げる。 |
| 12  | ニコラ・サルコジ             | 国民運動連合（UMP）            | |

### 現職の不出馬
2期を満了する現職のジャック・シラク大統領は、2006年12月31日の新年の基調演説、そして詳細に渡る国際政策や5年に渡る国策の構想を含む発言から、3期目の出馬に意欲的だと噂されていた。1958年のフランス国憲法には任期の制限について何ら規定はないものの、第五共和制のもと3期に渡り任期を継続した者はこれまで存在せず、動向が注目された。しかし、シラク大統領が強く支持していた欧州憲法批准が国民投票で否決された事や、2005年に一過性脳虚血発作（TIA）を発症したこと、そしてドミニク・ド・ヴィルパンとニコラ・サルコジが、シラク大統領の属するUMPにおいて高い人気を誇り、ヴィルパンをド・ゴール主義の後継者とするシラクの意向が報道されるなど、シラクの再出馬の可能性は疑問視されてきた。2006年に、一度は成立したCPE法が最大時には300万人が参加した波状的な巨大なデモとストライキによる反対運動によって撤回した責任を追及されたヴィルパンは、2007年2月に大統領選不出馬を表明し表舞台から姿を消したため、シラクは「不仲説」がささやかれていたサルコジの支持を表明した。

## 投票結果

### 第1回投票の結果

得票の割合

| 位       | 候補者名（政党名）                 | 得票数     | 得票率               |
| -------- | ---------------------------------- | ---------- | -------------------- |
| 1        | サルコジ（国民運動連合）           | 11,448,663 | 31.18%               |
| 2        | ロワイヤル（社会党）               | 9,500,112  | 25.87%               |
| 3        | バイル（民主連合）                 | 6,820,119  | 18.57%               |
| 4        | ルペン（国民戦線）                 | 3,834,530  | 10.44%               |
| 5        | ブザンスノ（革命的共産主義者同盟） | 1,498,581  | 04.08%               |
| 6        | ヴィリエ（フランス運動）           | 818,407    | 02.23%               |
| 7        | ビュフェ（共産党）                 | 707,268    | 01.93%               |
| 8        | ヴォワネ（緑の党）                 | 576,666    | 01.57%               |
| 9        | ラギエ（労働者の闘争）             | 487,857    | 01.33%               |
| 10       | ボヴェ（無所属）                   | 483,008    | 01.32%               |
| 11       | ニウ（狩猟、釣り、自然、伝統）     | 420,645    | 01.15%               |
| 12       | シヴァルディ（労働党）             | 123,540    | 00.34%               |
| 投票総数 | 投票総数                           | 37,254,242 | 83.77%（有権者比）   |
| 有効投票 | 有効投票                           | 36,719,396 | 98.56%（投票総数比） |

### 第2回投票（決選投票）の結果

両候補の得票率を示す円グラフ

| 位       | 候補者名（政党名）       | 得票数     | 得票率               |
| -------- | ------------------------ | ---------- | -------------------- |
| 1        | サルコジ（国民運動連合） | 18,983,138 | 53.06%               |
| 2        | ロワイヤル（社会党）     | 16,790,440 | 46.94%               |
| 投票総数 | 投票総数                 | 37,342,004 | 83.97%（有権者比）   |
| 有効投票 | 有効投票                 | 35,773,578 | 95.80%（投票総数比） |

## その後
- ニコラ・サルコジは、選挙時にリビアから不正な政治献金を受けた疑惑が浮上。2018年3月20日に警察施設で事情聴取が行われ[2]、翌21日には汚職、違法な選挙資金調達、リビアからの公金の隠匿の容疑で訴追された[3]。

## 脚註
1. ↑  BBC NEWS | Europe | Chirac renews attack on Iraq war(2007.1.5、英語)
2. ↑  “仏警察、サルコジ元大統領を拘束＝リビアから違法献金疑惑”.   AFP (2018年3月20日). 2018年3月21日閲覧。
3. ↑  “サルコジ仏元大統領、汚職疑惑で訴追 リビア大佐から選挙資金調達か”. AFP. (2018年3月22日) 2018年3月22日閲覧。

### 公式
- フランス憲法会議（フランス語）

### その他
- 2007年フランス大統領選について（フランスニュースダイジェスト、日本語）